# Cylindrothecium brevirostre
Cylindrothecium brevirostre là một loài rêu trong họ Entodontaceae. Loài này được Schimp. mô tả khoa học đầu tiên năm 1872.